# Verlag Sauerländer
Der Verlag Sauerländer wurde 1807 von Heinrich Remigius Sauerländer (1776–1847) in Aarau (Schweiz) gegründet. Sauerländer übernahm die seit 1803 gemeinschaftlich mit dem Basler Samuel Flick geführte Buchdruckerei, die Buchhandlung und den Verlag als alleiniger Inhaber. Zusammen mit seinem Hauptautor Heinrich Zschokke verbreitete Sauerländer von Aarau aus fortschrittliches liberales Gedankengut im ganzen deutschsprachigen Raum. Seit Mitte des 20. Jahrhunderts ist der Verlag vor allem wegen seines Kinder- und Jugendbuchprogramms, aber auch als Lehrmittelverlag bekannt, 2001 wurde er verkauft.

## Geschichte

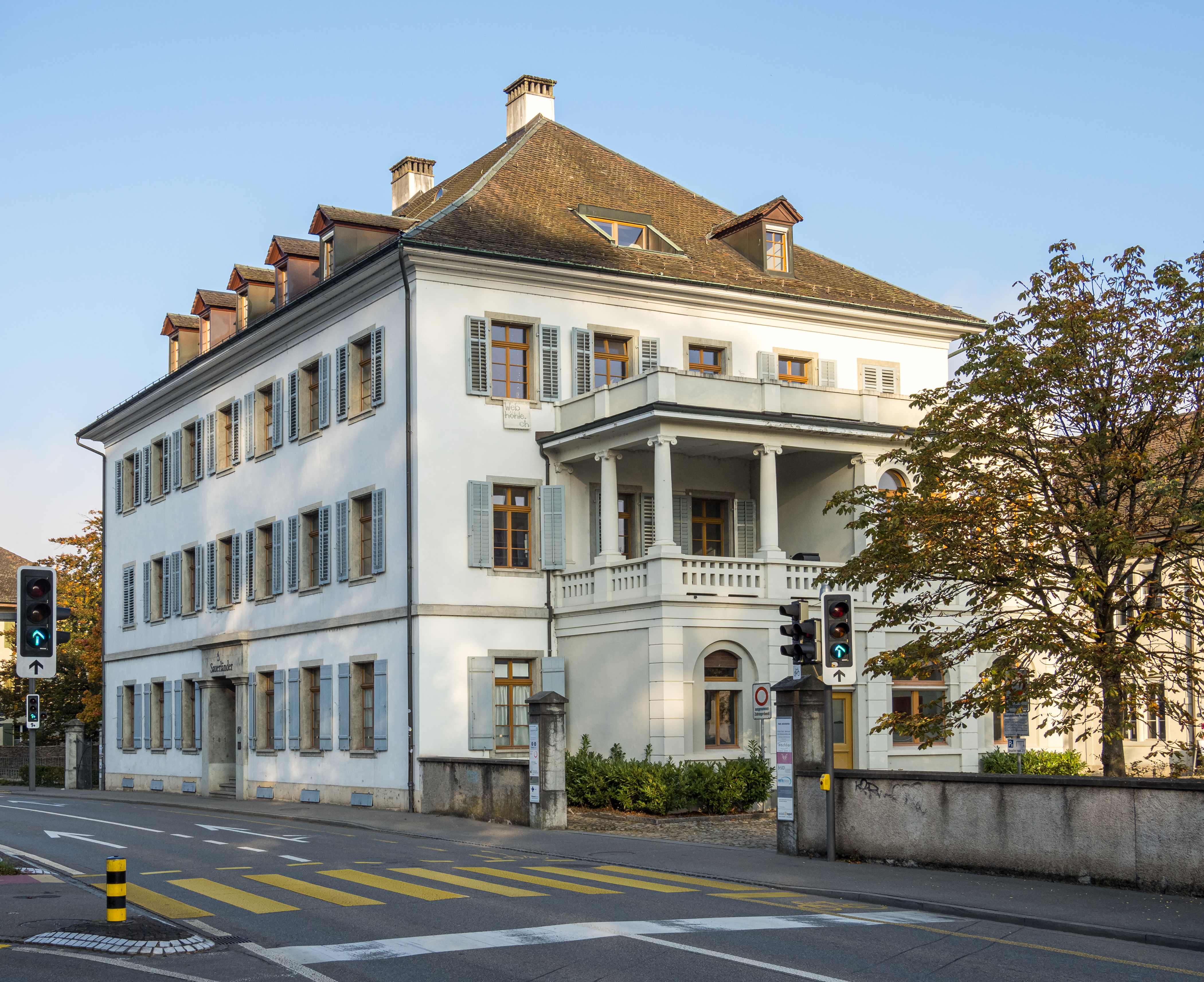
Das Verlagshaus Sauerländer ist seit 1834 in der Laurenzenvorstadt 89 in Aarau ansässig

1803 zog der ursprünglich aus Frankfurt am Main stammende Buchhändler, Drucker und Verleger Heinrich Remigius Sauerländer von Basel nach Aarau. Zusammen mit seinem Geschäftspartner Samuel Flick gründete er hier eine Buchhandlung mit Druckerei und Verlag. Das Ziel des Unternehmens war, in der liberalen Hauptstadt des neu gegründeten Kantons Aargau eine neue Zeitung herauszugeben und eine qualitätsvolle Buchhandlung einzurichten. Am 4. Januar 1804 erschien im Aarauer Verlag die erste Nummer der Wochenzeitung Schweizerbote, die bald als liberale Zeitung fürs Volk im ganzen deutschsprachigen Raum bekannt war. 1807 trennten sich Flick und Sauerländer. Letzterer übernahm das Aarauer Unternehmen, während Flick das Basler Stammhaus behielt. 1807 gilt deshalb als Gründungsdatum des Aarauer Verlagshauses Sauerländer, das sich 2007 zum 200. Mal jährte.
Das Ziel des Verlagsprogramms war in der Gründergeneration eng verbunden mit den Begriffen Volksaufklärung und Volksbildung. Hauptautor war in dieser Phase der aus Magdeburg stammende Heinrich Zschokke, der auch den „Schweizerboten“ redigierte. Das Blatt erschien zunächst als Wochenzeitung, später zwei- bis dreimal und schliesslich sechsmal wöchentlich. Zeitweise hatte es zwischen 2'000–3'000 Abonnements. Zschokke war bis 1842 sowohl Herausgeber als auch Chefredakteur, sein Nachfolger wurde bis 1847 Heinrich Remigius Sauerländer. Nach dessen Tod wurde die Zeitung von wechselnden Redakteuren geleitet und 1878 eingestellt.
Auch bei Sauerländer erschien die von Edmund Dorer verfasste Biografie von Hrotsvit
(„Roswitha, die Nonne von Gandersheim“), 1857.
Nach dieser Phase der politischen Volksbildung im Sinne der liberalen Demokratie begann im späteren 19. Jahrhundert eine Konzentration auf Mundartdichtung und Volkstheater. Im 20. Jahrhundert stand schliesslich zunehmend die Kinder- und Jugendliteratur sowie das Schulbuch im Fokus des Verlagsprogramms – wiederum mit demselben politischen Zweck der Bildung und Aufklärung der Bevölkerung in den politischen Krisen der beiden Weltkriege, des Ost-West-Konflikts und der Umweltdiskussion. Der Verlag blieb bis 2001 in Familienbesitz. Ab 1847 leitete Carl Sauerländer den Verlag, von 1872 bis 1919 Karl Heinrich Remigius Sauerländer. Von 1972 bis 2001 stand Hans Christof Sauerländer an der Spitze des Verlagshauses, der es dann verkaufte.
Seit 2001 gehört die Sauerländer Verlage AG mit den Lehrmittelverlagen Verlag Sauerländer, sabe Verlag und Verlag arpartel zur Cornelsen-Verlagsgruppe. Seit 2013 wird Sauerländer Schulbuch als Cornelsen Schulverlage Schweiz AG geführt.
Das Kinder- und Jugendbuchprogramm des Verlags Sauerländer gehörte von 2002 bis 2010 als eigenes Label zur im Besitz der Cornelsen-Gruppe befindlichen Patmos-Verlagsgruppe. Von Mitte 2010 bis Ende 2012 erschienen die Bücher von Sauerländer beim ebenfalls zur Cornelsen-Gruppe gehörenden Bibliographischen Institut in Mannheim, zum 1. Januar 2013 übernahm der S. Fischer Verlag in Frankfurt die Kinderbuchprogramme von Sauerländer, Meyers und Duden. Am 1. Mai 2024 vereinigte der Fischer die Kinder- und Jugendbuchsparte Unter dem Namen Fischer Sauerländer Verlag.

## Autoren im 20. Jahrhundert
Berühmt geworden sind die Jugendbuchklassiker von Kurt Held und Lisa Tetzner (u. a. «Die rote Zora und ihre Bande», «Die schwarzen Brüder») oder von Jörg Müller und Jörg Steiner (u. a. «Alle Jahre wieder saust der Presslufthammer nieder», «Hier fällt ein Haus, dort steht ein Kran und ewig droht der Baggerzahn oder Die Veränderung der Stadt», «Aufstand der Tiere oder die Neuen Stadtmusikanten»). Eine Millionenauflage erzielte Mein Esel Benjamin. Wesentlich am Erfolg beteiligt waren und sind auch die zahlreichen Lizenzausgaben von weltbekannten Autoren wie Josef Lada, Norma Mazer, Cynthia Voigt und vielen anderen oder von Künstlern wie Sam McBratney, Lucy Cousins, Roberto Innocenti oder Martin Handford («Wo ist Walter?»).

## Archiv
Es existiert ein bis auf die Gründerzeit zurückreichendes historisches Firmen- und Familienarchiv und ein historisches Bucharchiv mit allen produzierten Titeln ab ca. 1830. Diese Archive befinden sich heute im Staatsarchiv Aargau und in der Aargauer Kantonsbibliothek.